# Renaissance (parti)
Renaissance (dansk: Genfødsel) er et fransk socialliberalt parti, der blev stiftet af Emmanuel Macron den 6. april 2016. Partiet fik sit nuværende navn den 5. maj 2022.   
Tidligere havde partiet navnet La République En Marche ! (dansk: Republikken fremad! eller Republikken i gang!) oprindeligt En Marche ! (dansk: Fremad eller I bevægelse) forkortet EM ! (officielt: Association pour le renouvellement de la vie politique (dansk: Sammenslutningen til fornyelse af det politiske liv)).  
Macron og En Marche ! overtog præsidentposten i Frankrig den 14. maj 2017 efter François Hollande fra Parti Socialiste.
Ved det franske præsidentvalgs første runde den 23. april 2017 fik Emmanuel Macron flest stemmer (24,01 procent). Han gik dermed videre til valgets anden runde den 7. maj 2017, hvor han mødte Marine Le Pen fra Front National, der fik 21,30 procent af stemmerne i første runde. I anden runde den 7. maj 2017 vandt Macron og En Marche ! ligeledes, denne gang med 66,02% af de gyldige stemmer.
Partiet fik desuden flertal ved det efterfølgende valg til det franske parlament, Assemblée nationale, med 308 af 577 mandater.

## Politik og ideologi
LREM er ofte blevet beskrevet som franske vælgeres modsvar til højrefløjs- og venstrefløjspopulismen. LREM's stifter Macron er dog også selv blevet betegnet som populist.